# George Elphinstone, 1:e viscount Keith
George Keith Elphinstone, 1:e viscount Keith, född den 7 januari 1746, död den 10 mars 1823, var en brittisk amiral, farbror till William George Keith Elphinstone. 
Elphinstone (besläktad med marskalk Keith och uppkallad efter honom), hade i brittiska marinens tjänst avancerat till viceamiral, då han i juni 1795 med en flotta anföll Kapstaden, som efter hårda strider mellan landsatt engelskt manskap och den holländska garnisonen kapitulerade den 17 september. Följande år tvang han i Saldanha Bay en till Kaplandets återerövring utsänd holländsk eskader att ge sig och blev vid hemkomsten 1797 utnämnd till irländsk peer (baron Keith). 
Han inlade samma år stor förtjänst om stillandet av det farliga myteriet i Sheerness och avseglade sedan till Medelhavet som närmaste man under amiral Saint Vincent, vilken han på sommaren efterträdde som befälhavare öfver brittiska Medelhavsflottan. Som sådan blockerade han 1800 Genua samt täckte 1801 sir Ralph Abercrombys övergång till Egypten och ledde där kustens bevakning mot franska undsättningsförsök, till dess den franska hären i september samma år måste kapitulera. 
Elphinstone belönades för sitt välförhållande med engelsk peersvärdighet, var 1803–07 befälhavare för Nordsjöeskadern och 1812–15 för Kanalflottan samt ledde i sistnämnda egenskap förhandlingarna om Napoleons överförande till Sankt Helena. År 1814 blev han viscount. Hans dotter, Margaret Mercer Elphinstone (1788–1867), gifte sig 1817 med Napoleons forne adjutant, greve de Flahaut, och spelade som denne bekante diplomats maka en synnerligen framstående roll i den högsta societeten.